# Herbertia furcata
Herbertia furcata là một loài thực vật có hoa trong họ Diên vĩ. Loài này được (Klatt) Ravenna mô tả khoa học đầu tiên năm 2006.